# Rudolf Kohlrausch

Rudolf Kohlrausch. Nach einer Fotografie angefertigte Federzeichnung von Ferdinand Justi.

Rudolf Hermann Arndt Kohlrausch (* 6. November 1809 in Göttingen; † 8. März 1858 in  Erlangen) war ein deutscher Physiker und Universitätsprofessor.

## Leben
Kohlrausch, Sohn des Königlich Hannoverschen Generalschuldirektors Heinrich Friedrich Theodor Kohlrausch, studierte Mathematik und Physik an den Universitäten in Bonn und Göttingen, wo er 1832 zum Dr. phil. promoviert wurde. Von 1833 bis 1835 war er Lehrer für Physik und Mathematik zunächst an der Ritterakademie in Lüneburg, danach von 1835 bis 1849 am Gymnasium in Rinteln. 1849 wurde er zum Professor am Polytechnikum in Kassel ernannt, von wo er 1851 aus politischen Gründen an das Gymnasium in Marburg wechselte. 1853 wurde er außerordentlicher Professor für Physik an der dortigen Universität und 1857 ordentlicher Professor an der Universität in Erlangen. Zum korrespondierenden Mitglied der Göttinger Akademie der Wissenschaften wurde er 1856 gewählt. Er war der Vater der Physiker Friedrich Kohlrausch und Wilhelm Kohlrausch sowie des Agrarchemikers Otto Kohlrausch.

## Werk
Gemeinsam mit Wilhelm Eduard Weber bestimmte er das Verhältnis von elektrostatischen und elektromagnetischen Einheiten. Dieses Ergebnis inspirierte James Clerk Maxwell zur Annahme, dass das Licht eine elektromagnetische Welle sei. Aus den maxwellschen Gleichungen folgt nämlich, dass sich elektromagnetische Wellen mit einer Geschwindigkeit ausbreiten, die nach folgender Gleichung zu berechnen ist:
{\displaystyle c_{0}^{2}={\frac {1}{\epsilon _{0}\cdot \mu _{0}}}}
Kohlrausch berichtete 1854 (Brief an Andreas von Ettingshausen) über vorläufige Ergebnisse; veröffentlicht wurden die Messungen erstmals 1857.
Er untersuchte den „elektrischen Rückstand“ in der Leydener Flasche, in heutigem Verständnis die Relaxation der Polarisation eines Glases, und führte dafür die gestreckte Exponentialfunktion
{\displaystyle \mathrm {e} ^{-({\frac {t}{\tau }})^{\beta }}}
ein, die heute auch „Kohlrausch-Funktion“ oder „Kohlrausch-Williams-Watts-Funktion“ genannt wird. Sie wurde 1970 von Graham Williams und David Watts wiederentdeckt.